# Glozel

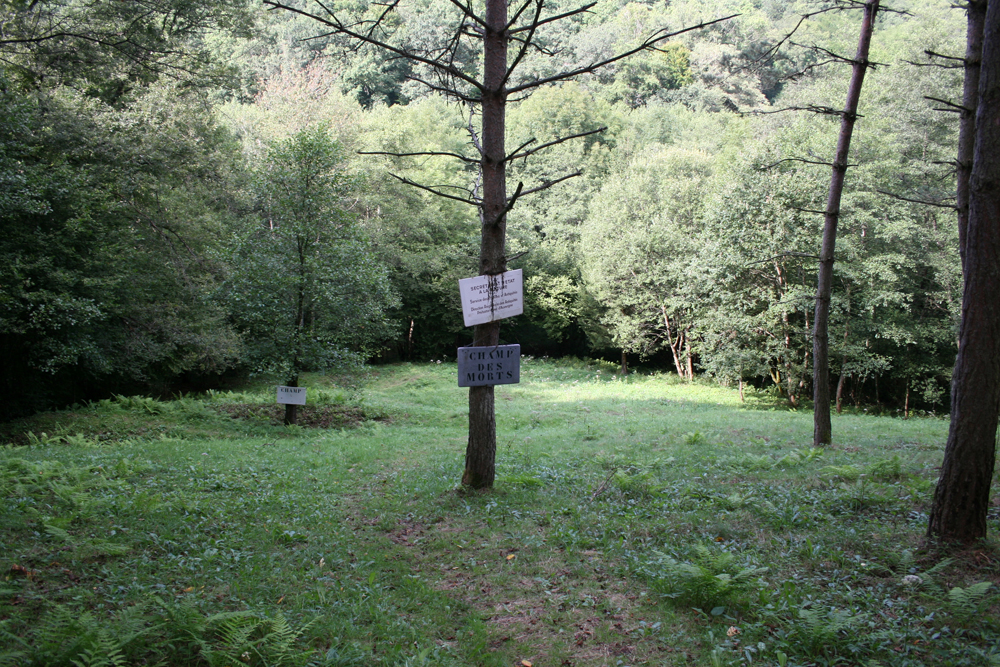
Le site du « Champ des Morts » à Glozel en 2008.

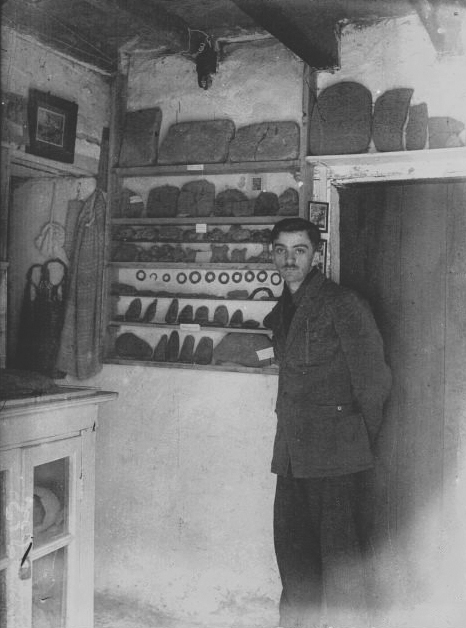
Le jeune Émile Fradin dans son musée.

Glozel est un hameau de la commune de Ferrières-sur-Sichon, situé dans le sud-est de l'Allier, au nord du Massif central, à une trentaine de kilomètres de Vichy, dans la Montagne bourbonnaise.
En 1924 y fut découvert un ensemble d'objets, datés dans un premier temps de la préhistoire mais dont l'authenticité fut rapidement contestée. Il s'agit de pierres taillées, de poteries, d'ossements, de fragments de verre, et surtout de tablettes de céramique faisant remonter à la fin de la dernière glaciation, la date d'apparition de l'écriture. Ces vestiges furent à l'origine, entre 1927 et 1932, d'une vive controverse qui divisa la communauté scientifique en « glozéliens » et « anti-glozéliens ». Le rapport d'expertise effectué en 1928 par l'Identité judiciaire conclut à une supercherie flagrante : haches néolithiques polies à la meule, tablettes gravées contenant des poils de laine et de coton teints à l'aide de colorants modernes, trouvaille, dans le grenier des inventeurs, d'une préparation identique à l'enduit des tablettes. Les fouilles de Glozel furent suspendues dans les années 1930.
En 1974, des scientifiques danois, écossais et français publièrent les résultats de datation de plusieurs céramiques de Glozel par thermoluminescence : résultat surprenant, la plupart des dates de cuisson étaient comprises entre 700 avant J.-C. et 100 après J.-C.
Après de nouvelles analyses et datations, le ministère de la Culture a rendu public en 1995 un rapport qui estime que le site date principalement de l'époque médiévale, tout en comptant de nombreux objets datant de l'âge du fer. Le rapport conclut également que le site a été surchargé, à une date indéterminée, de contrefaçons dont les auteurs demeurent inconnus.

## Chronologie

### Découverte

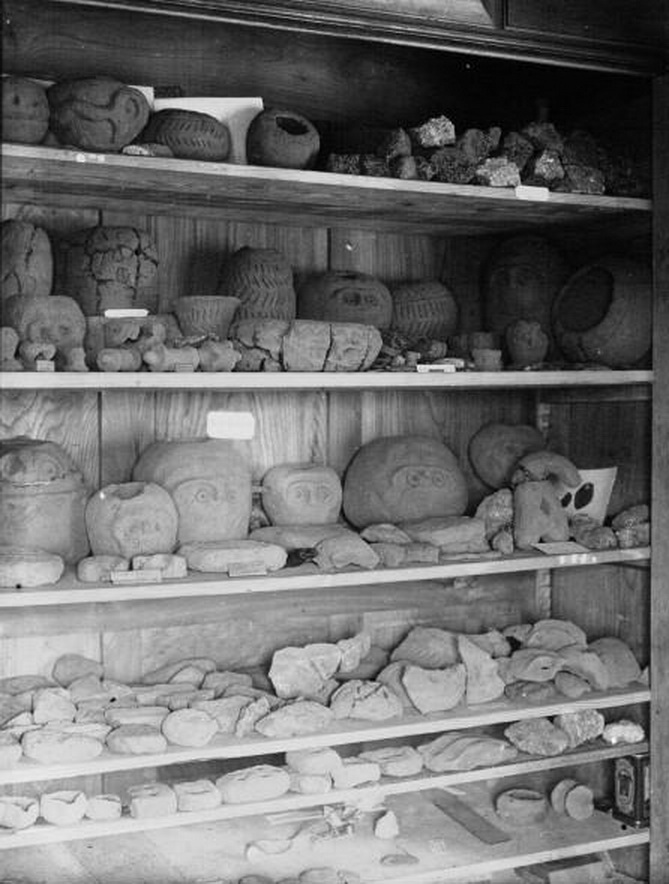
Une partie des objets découverts exposés au musée de Glozel.

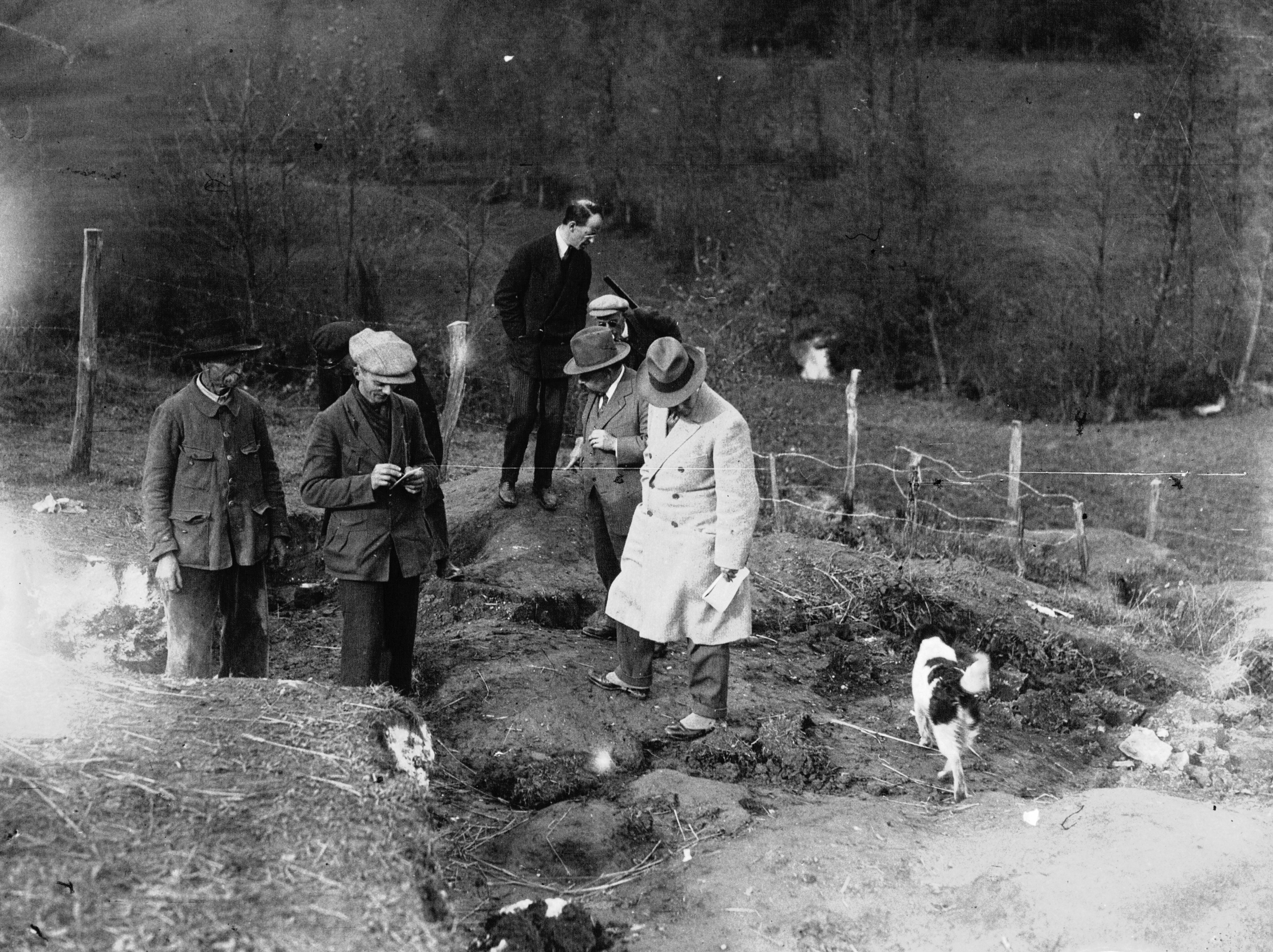
Fouilles à Glozel.

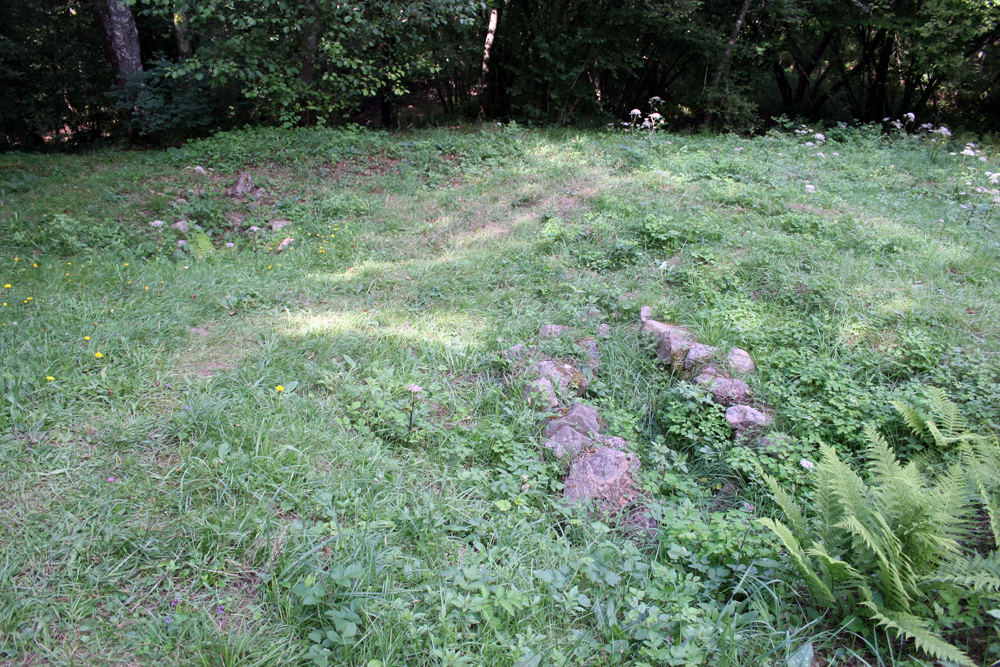
« Tombe » (à gauche) et « fosse fusiforme » (à droite).

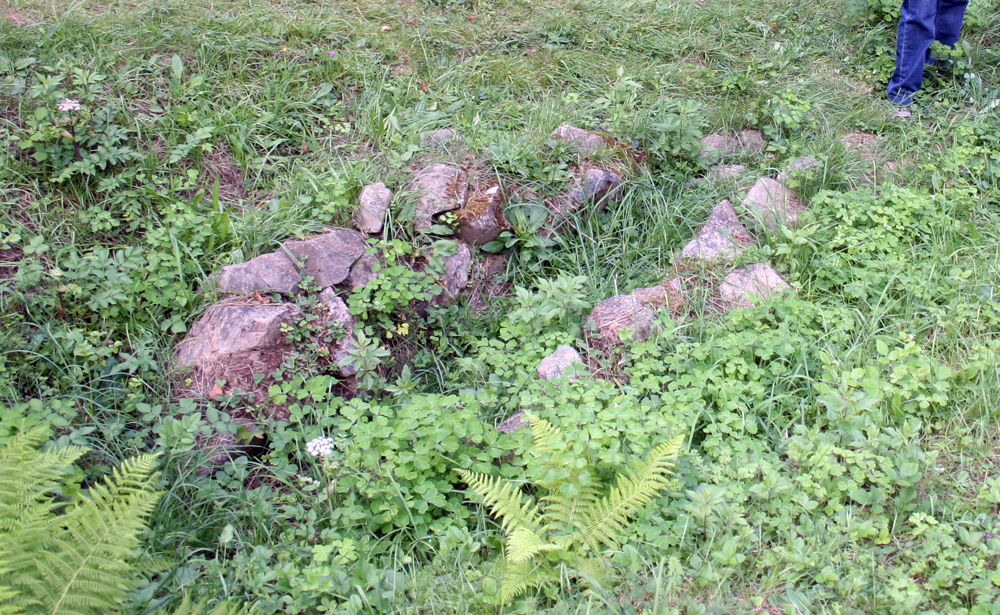
Détail d'une « fosse fusiforme » (environ 3 × 1 m).

Les premières trouvailles sont le fait du jeune Émile Fradin, alors âgé de 17 ans, et de son grand-père Claude Fradin, alors qu'ils défrichent le champ Duranthon, surnommé plus tard « le Champ des Morts ». Le pied de l'une des vaches tirant la charrue s'enfonce dans une cavité. Libérant la vache, les Fradin découvrent une fosse dont les parois sont revêtues de briques et dont le sol est couvert de dalles d'argile. La fosse contient des ossements, des instruments en pierre ou en os et des fragments de céramique.
Les voisins commencent à fouiller aux alentours ou viennent voir les étonnantes trouvailles, beaucoup rapportent des objets chez eux.
Adrienne Picandet, l'institutrice du village, entend bientôt parler de la découverte et se rend sur place. Elle informe l'Inspection d'Académie ; la Société d'émulation du Bourbonnais et la Société bourbonnaise des études locales sont prévenues au mois de juin 1924.
Début juillet, la Société d'émulation du Bourbonnais dépêche sur place Benoît Clément, l'instituteur de la commune voisine de La Guillermie. Celui-ci commence à fouiller de manière peu orthodoxe, aidé du procureur Joseph Viple, utilisant parfois la pioche et détruisant la première fosse. Les deux hommes emportent nombre d'objets avec eux. Après quelques semaines, Viple affirme aux Fradin que les objets sont sans intérêt et qu'il vaut mieux remettre en culture le champ ; ceux-ci s'exécutent.
En janvier 1925, Clément s'attribue la découverte du site, en particulier celle d'une tablette comportant des signes inconnus dans une lettre envoyée à la Société d'émulation du Bourbonnais. Il demande une subvention de 50 francs pour réaliser des fouilles plus organisées à Glozel, mais un refus lui est signifié et publié dans le numéro de janvier-février 1925 du bulletin de la Société.
À la lecture d'un article afférant au site, le docteur Antonin Morlet, médecin de Vichy féru d'archéologie, prend connaissance de la découverte. Il contacte la famille Fradin et il obtient par contrat l'autorisation d'entreprendre, à son compte, les premières fouilles officielles. Le site est rebaptisé le « Champ des morts » car on y retrouve des ossements humains. Le docteur Morlet devient avec Émile Fradin l'un des plus fervents défenseurs du site de Glozel.
Morlet se rend chez Clément où il découvre des objets fascinants. Les deux hommes visitent, en avril 1925, le champ où ont été trouvés les objets. Morlet, spécialiste de l'époque gallo-romaine, estime que les objets de Glozel ne datent pas de l'Antiquité mais sont beaucoup plus anciens, peut-être magdaléniens (présence de harpons en os, de gravures représentant des rennes, etc.). Il décide de financer lui-même de nouvelles fouilles et propose de louer le champ des Fradin pour 200 francs par an en leur laissant la propriété de tous les vestiges mis au jour.

### Premières fouilles
Les fouilles de Morlet commencent en mai 1925 et se poursuivent jusqu'en 1936. Il découvre des tablettes, des figurines, des outils de silex et d'os, des pierres gravées. De grands noms de l'archéologie viennent fouiller à Glozel à l'invitation de Morlet : Louis Capitan est le premier en juin 1925.
Dès septembre 1925, Morlet révise sa première attribution chronologique et publie un fascicule intitulé Nouvelle station néolithique et cosigné par Émile Fradin. Les premiers articles de presse relatifs à Glozel sont publiés dans Le Matin en octobre et dans le Mercure de France en décembre.
En deux années, le gisement livre environ 3 000 pièces très variées, dont une centaine de tablettes portant des signes inconnus, une quinzaine de tablettes avec des empreintes de mains, des idoles sexuées, des galets gravés, des objets en pierre taillée, en pierre polie, en céramique, en verre, en os et en bois de cervidés.

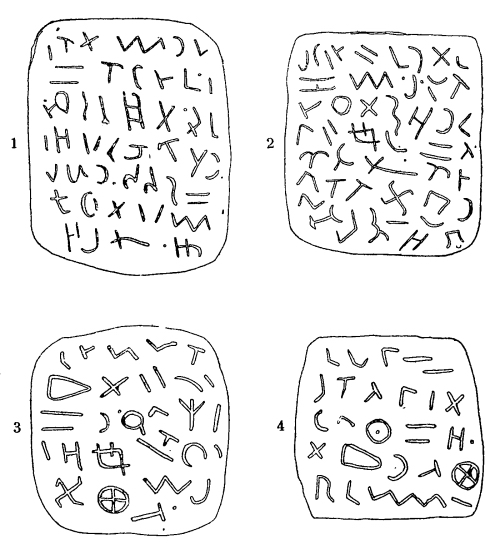
Tablettes avec signes[6].
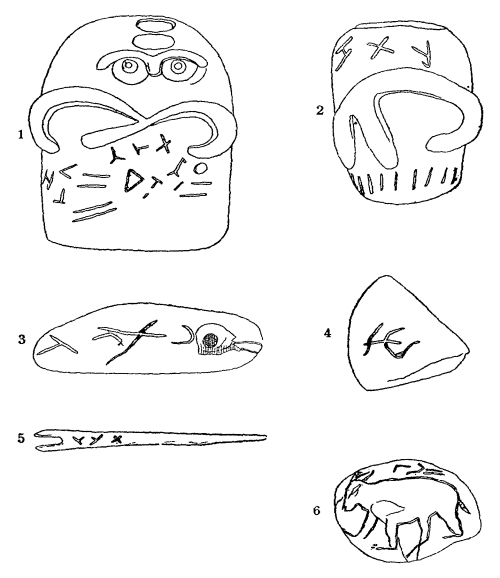
Objets avec signes et dessins[7].
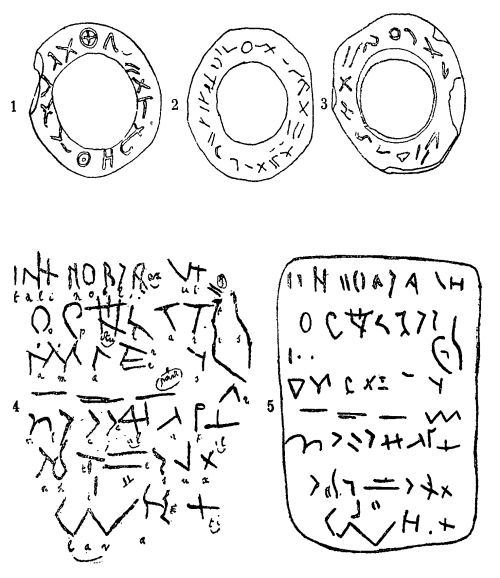
Bracelets en schiste avec signes et transcriptions de tablette[8].
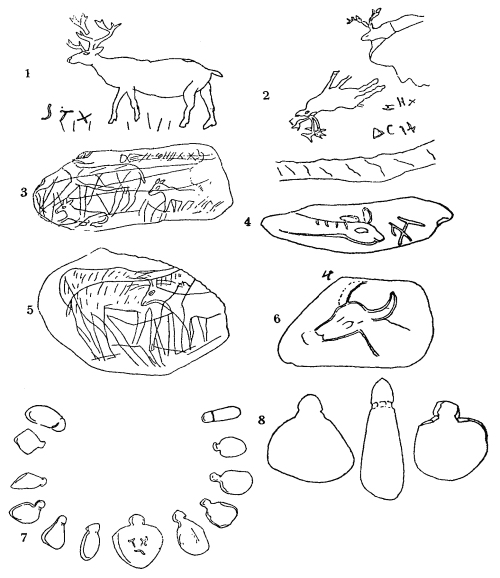
Objets en pierre avec dessins et signes[8].

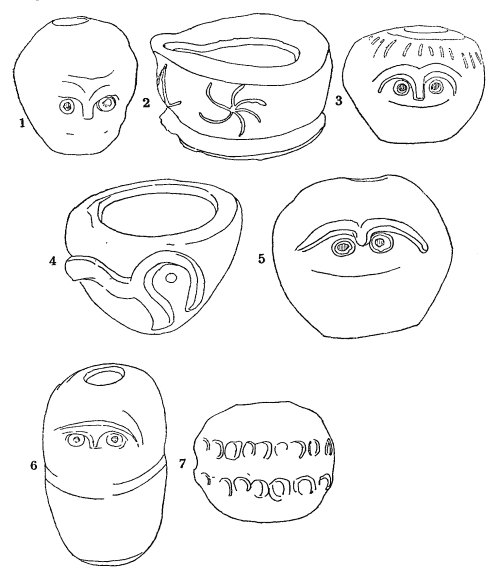
« Urnes » en céramique[9].
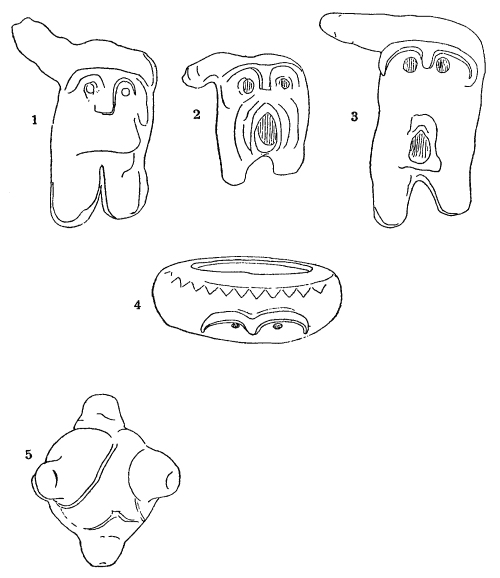
« Idoles sexuées », objet et « bobine » en céramique[10].
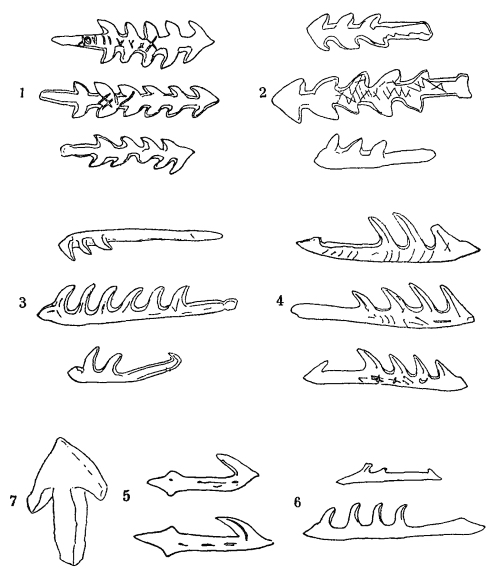
Harpons en os et « pointe de flèche » en schiste[11].
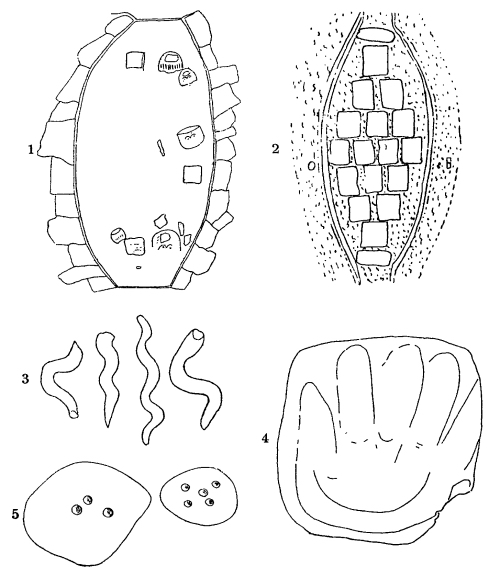
Relevé schématique de la tombe no 1, reconstitution d'une tombe détruite, os courbes, empreinte de main et pierres à cupules[12].

### Premières controverses
Rapidement, l'attribution du site au Néolithique est contestée dans la communauté scientifique. Pour Morlet, il s'agit de la seule attribution envisageable mais il est confronté à la diversité des objets trouvés : une partie des gravures présentes sur les galets et des objets en os et en ivoire évoque vaguement le Magdalénien, soit la fin du Paléolithique supérieur, mais les techniques employées évoquent le Néolithique. Pour Morlet, Glozel correspond à la transition entre ces deux périodes mais on sait déjà à l'époque qu'elles sont séparées par plusieurs millénaires.
Certaines découvertes sont particulièrement problématiques car elles comportent des anachronismes. C'est le cas d'un galet portant une gravure de renne accompagnée de signes considérés comme alphabétiques : or le renne a disparu de ces régions à la fin du Paléolithique supérieur, environ 10 000 ans av. J.-C., tandis que les plus anciennes traces d'écriture datent d'environ 3 300 ans av. J.-C. et proviennent du Moyen-Orient. Les signes de Glozel sont comparables à ceux de l'alphabet phénicien, fixé vers 1 000 av. J.-C., ou à ceux de l'alphabet ibérique qui en dérive.
Morlet publie un article évoquant un alphabet néolithique en avril 1926. Pour lui, il ne fait aucun doute que les auteurs des objets découverts à Glozel avaient développé un système d'écriture très nettement antérieur à celui des Phéniciens. Ses découvertes remettent en cause l'apparition de l'écriture au Moyen-Orient et en font une invention européenne.

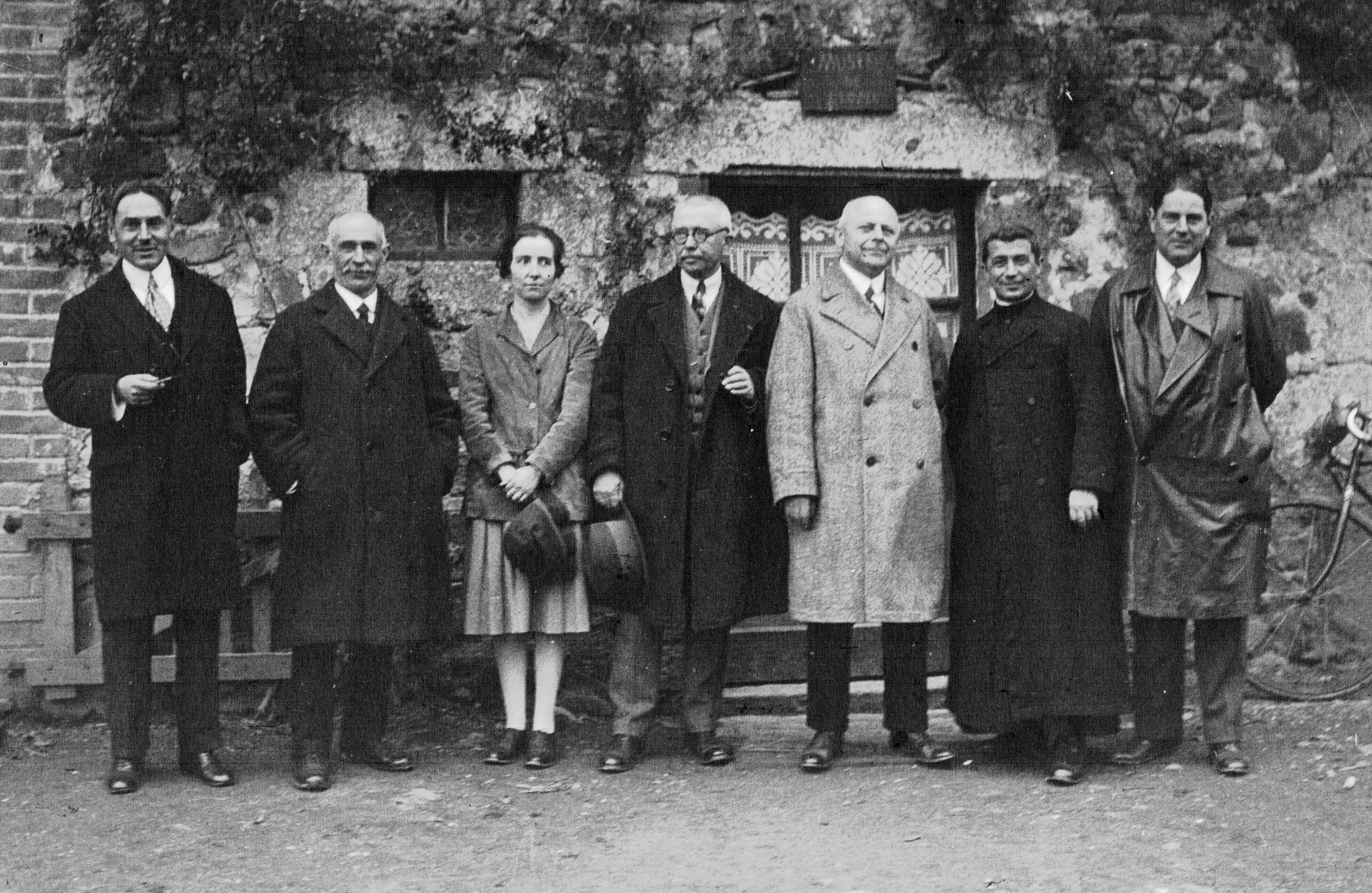
A. Morlet (à gauche) et les membres de la Commission internationale à Glozel, en 1927 (de gauche à droite : D. Peyrony, D. Garrod, J. Hamal-Nandrin, R. Forrer, P.-M. Favret et P. Bosch Gimpera).

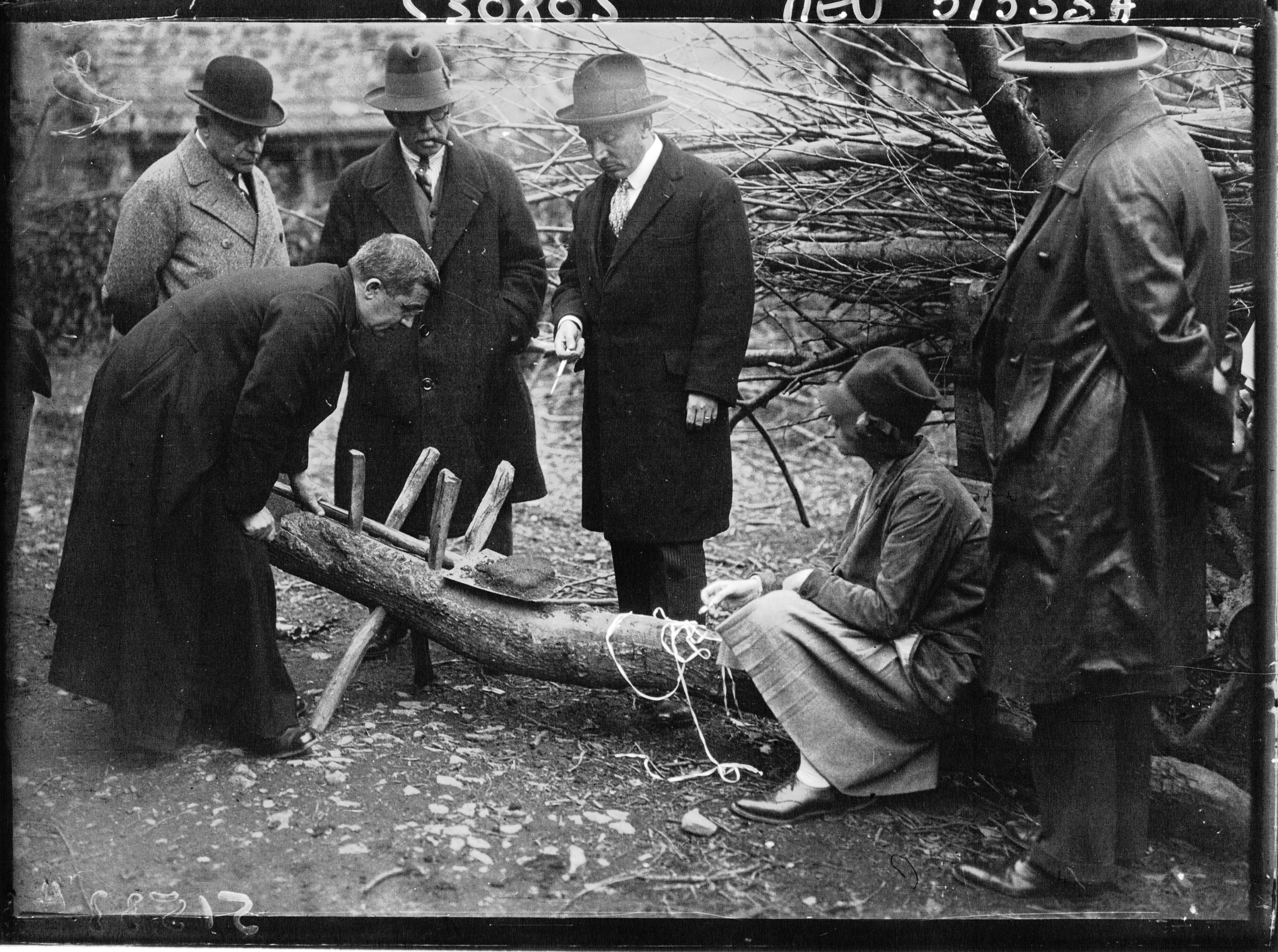
Les membres de la Commission internationale examinant une brique, en novembre 1927. De gauche à droite : P.-M. Favret, R. Forrer, J. Hamal-Nandrin, A. Morlet, D. Garrod et P. Bosch Gimpera.

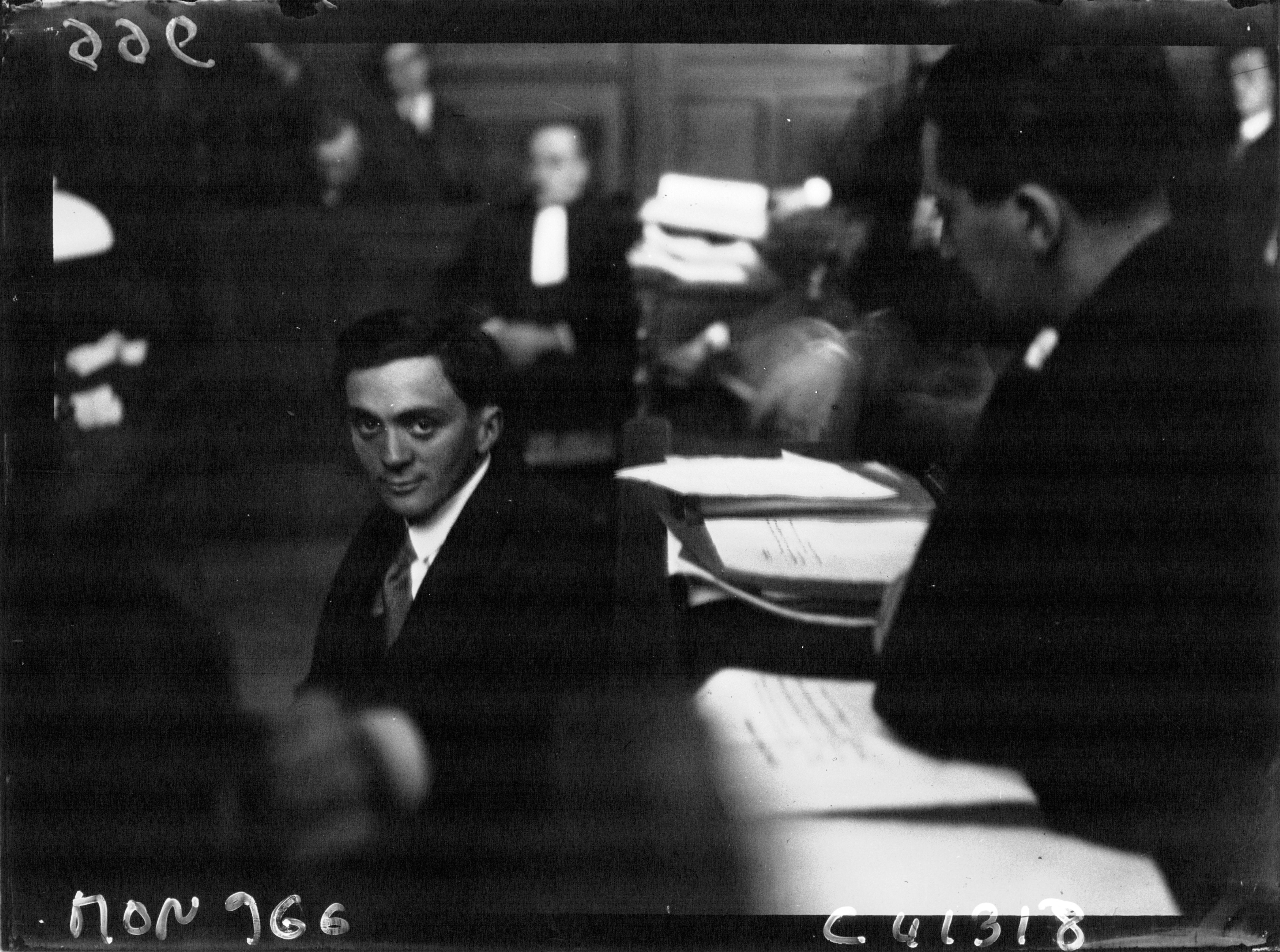
Émile Fradin lors d'un procès.

La communauté scientifique, suivie bientôt du grand public, se divise en camps antagonistes, d'un côté les « glozéliens », de l'autre les « anti-glozéliens ». Le milieu universitaire français accueille avec scepticisme le rapport de 1925, cosigné par un amateur et un jeune agriculteur. Morlet invite un certain nombre d'archéologues à visiter le site en 1926, notamment Salomon Reinach, conservateur du Musée des antiquités nationales de Saint-Germain-en-Laye, qui vient y fouiller pendant trois jours. Reinach prend position en faveur de l'authenticité du site dans une communication à l'Académie des inscriptions et belles-lettres. De même, le célèbre archéologue Henri Breuil fouille avec Morlet et porte un jugement favorable, avant de prendre position contre l'authenticité des vestiges de Glozel. La fraude est aussi dénoncée par André Vayson de Pradenne qui apporte certains des arguments les plus convaincants : il retrouve notamment, dans des publications de vulgarisation scientifique, des gravures préhistoriques qu'il considère comme les modèles du faussaire.

### La Commission internationale
Lors du congrès de l'Institut international d'anthropologie à Amsterdam, tenu en septembre 1927, Glozel est le sujet d'une vive polémique. L'institut nomme une « Commission internationale » afin de réaliser de nouvelles recherches. Elle arrive à Glozel le 5 novembre 1927. Elle est présidée par P. Bosch Gimpera et comprend D. Peyrony, D. Garrod, J. Hamal-Nandrin, R. Forrer, P.-M. Favret et E. Pittard. Pendant leur brève campagne de fouilles de trois jours, de nombreux curieux les observent. Dans son rapport de décembre 1927, la commission retient quelques pièces en silex et en céramique comme authentiques mais n'exclut pas que des objets anciens aient été introduits dans le gisement. Elle conclut à « la non ancienneté de l'ensemble des documents qu'elle a pu étudier à Glozel »,. René Dussaud, conservateur au musée du Louvre, conclut à une supercherie.

### Démêlés judiciaires
René Dussaud, conservateur du Musée du Louvre et épigraphiste célèbre, accuse Émile Fradin de contrefaçon. Le 10 janvier 1928, Fradin intente un procès pour diffamation à l'encontre de Dussaud.
Félix Regnault, alors président de la Société préhistorique française, visite Glozel le 24 février. Après une brève visite au petit musée installé dans la ferme des Fradin, il porte plainte contre X pour escroquerie au prétexte qu'un prix de 4 francs est exigé pour voir des pièces qu'il considère comme fausses. Le jour suivant, accompagnée de Regnault, la police fouille le musée et saisit trois caisses de vestiges. Le 28 février, le procès de Fradin contre Dussaud est reporté en raison de l'inculpation de Fradin à la suite de l'accusation de Regnault.
Un nouveau groupe d'archéologues français et étrangers réuni par Morlet, appelé « Comité d'études », fouille du 12 au 14 avril 1928 : il comprend notamment Salomon Reinach, Auguste Audollent, Charles Depéret. Ces chercheurs découvrent de nouveaux vestiges analogues à ceux des collections Morlet et Fradin et concluent à l'authenticité du site, attribué au Néolithique.
Gaston-Edmond Bayle, chef du service de l'Identité judiciaire de Paris, est commis par le juge d'instruction de Moulins pour examiner les objets saisis lors de la perquisition au domicile des Fradin (écurie, grenier et « musée »). Le juge lui adjoint deux spécialistes : M. Maheu, docteur ès sciences naturelles, chef des laboratoires de micrographie à la Faculté de pharmacie de Paris, et M. Randoin, agrégé de l'Université, assistant de géologie et de minéralogie au Collège de France. Le rapport, remis le 10 mai 1929, conclut que les tablettes sont des contrefaçons récentes. Il fait état de la présence, dans la masse des tablettes, de fragments végétaux en parfait état de fraîcheur, de poils de laine et de coton provenant de tissus et en parfait état de conservation et dont les fibres sont teintes à l'aide de matières colorantes modernes, de l'absence de trace d'un enfouissement de quelque durée dans le sol. Il s'avère que la boue trouvée encore humide dans la petite casserole saisie dans le grenier des Fradin est identique à l'enduit superficiel de la grande et de la moyenne tablette. Quelques mois plus tard, Bayle est assassiné par un certain Philipponet, personne totalement étrangère à l'affaire mais qui lui reprochait un rapport frauduleux (monnayé auprès du propriétaire de celui-ci, M. Dichamp). Auparavant, en 1929, aux assises d'Anvers (Belgique), Bayle, qui se déclarait docteur ès sciences alors qu'il n'était que licencié, avait confondu dans l'affaire Almazoff, de la matière fécale avec du sang, ce qui fut défavorable à la défense qui l'avait requis comme expert. Émile Fradin est inculpé pour escroquerie le 4 juin 1929 sur la base du rapport de Bayle, mais il bénéficie d'une ordonnance de non-lieu le 26 juin 1931. La plainte contre Dussaud est jugée en mars 1932 et celui-ci est condamné pour diffamation.
En 1936, Morlet décide d'interrompre les fouilles à Glozel, laissant de nombreux secteurs vierges pour les générations futures de chercheurs et pour appliquer de nouvelles méthodes de fouilles.

### «Glozéliens» devenus «anti-glozéliens»
Pour les défenseurs de l'authenticité de Glozel, certains préhistoriens reconnus de l'époque étaient initialement convaincus de l'authenticité du site, mais auraient changé d'avis pour des raisons non scientifiques (Capitan et Breuil parce que Morlet leur a refusé de cosigner des publications sur le site, Vayson de Pradenne parce que Fradin a refusé de lui vendre sa collection, etc.). Pour sa part, Dussaud aurait refusé de reconnaître l'authenticité et l'ancienneté de l'écriture de Glozel parce qu'elle remettait en cause la thèse qu'il défendait dans une publication récente, selon laquelle l'écriture alphabétique aurait une origine phénicienne.

### Épilogue

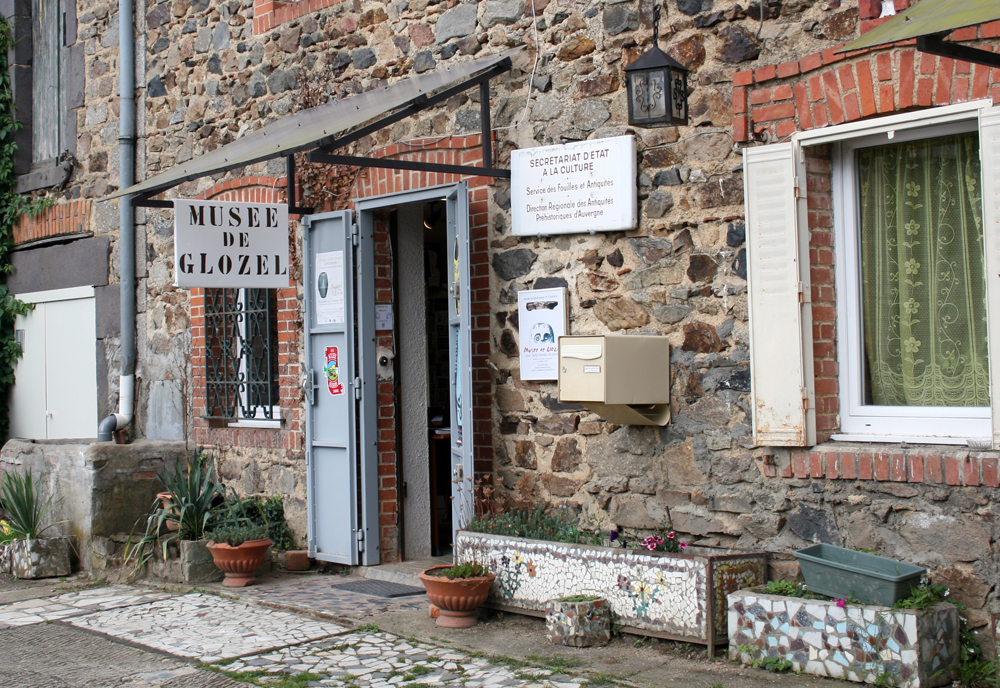
Musée de Glozel en 2008.

À partir de 1941, avec la promulgation de la loi Carcopino, les fouilles archéologiques ne sont plus possibles sans autorisation du ministère de la Culture. Le site de Glozel demeure intact jusqu'à ce que ce ministère y autorise de nouvelles fouilles en 1983, sous la pression d'élus locaux et à la demande du Conseil national de la recherche archéologique. Le rapport complet ne fut publié qu'en 2023, aux éditions Presse universitaire Blaise Pascal, un résumé de 13 pages fut, également, rendu public dès 1995. Les auteurs déclarent que l'on n'a pas trouvé de traces de l'existence d'un gisement néolithique, voire paléolithique, que l'occupation médiévale est la plus significative et la mieux représentée sur le site, que celui-ci contient des objets de l'âge du fer, mais qu'il a été enrichi par des contrefaçons.
Le 16 juin 1990, Émile Fradin est décoré de l'ordre des Palmes académiques, sur proposition de Jacques Thierry, inspecteur général de l'Éducation nationale, alors au cabinet de Jack Lang, et président du Centre international d'étude et de recherche sur Glozel jusqu'en 2010.
Émile Fradin s'éteint en février 2010 à l'âge de 103 ans et est inhumé le 12 février à Ferrières-sur-Sichon,. À cette occasion le sous-préfet de Vichy, Jean-Pierre Maurice, lui rend hommage.

## La question de l'authenticité du site et du matériel

### Incohérence du site du point de vue archéologique
L'archéologue britannique Colin Renfrew souligne, pour sa part, le fait que Glozel ne se conforme pas aux trois caractéristiques de cohérence auxquelles les sites archéologiques doivent se conformer :
- « les trouvailles prises individuellement ou collectivement n'ont aucun équivalent évident nulle part ;
- la collection datée par TL ne contient aucun objet typique des cultures très bien documentées de la région et de la période ;
- la collection fait apparaître des incohérences sérieuses sur le plan chronologique qui, d'un point de vue stylistique, sont difficiles à concilier avec l'authenticité de tous les objets »[27].

### Application des méthodes de datation physique au matériel
Différentes méthodes d'analyse ont été appliquées aux objets trouvés à Glozel : spectrographie, thermoluminescence, datation par le carbone 14 et analyse par activation neutronique.
En 1969, le professeur danois Vagn Mejdahl a l'idée d'appliquer les méthodes de datation absolue au site. Thermoluminescence (TL) et carbone 14 (C 14) prouvent l'ancienneté de certains matériaux. L'époque celtique voire l'époque gallo-romaine sont retenues.
En 1972, Henri François, ingénieur au Commissariat à l'énergie atomique, en visite à Glozel, fait des prélèvements et les envoie à trois laboratoires étrangers pour datation : la méthode de datation au carbone 14 est utilisée pour les débris organiques (os gravés), la thermoluminescence pour la céramique et la terre cuite. Pour les trois laboratoires, les objets ne sont absolument pas de fabrication récente, ce ne sont par conséquent pas des faux, mais les trois catégories d'artefacts datent d'époques très différentes, ce qui peut laisser supposer soit qu'un site très ancien ait été réinvesti par les auteurs des tablettes écrites, soit que des objets d'autres sites plus anciens aient été apportés :
- les ossements ont entre 15 000 et 17 000 ans, certains portent des gravures,
- les céramiques ont environ 5 000 ans,
- les tablettes gravées datent environ de 500 av J.-C.
- une dent de bœuf trouvée dans une urne de Glozel est datée au carbone 14 à l'an 50 après J.-C.[29]

- 300 av. J.-C. - 300 AD (Gaule celtique et Gaule romaine),
- une période médiévale centrée sur le XIIIe siècle,
- une période récente (objets dus à un faussaire).

Les datations par thermoluminescence réalisées à Oxford en 1983 vont du IVe siècle à la période médiévale. La datation par le carbone 14 de fragments d'os donne une fourchette chronologique allant du XIIIe au XXe siècle.
Trois analyses au carbone 14 exécutées à Oxford en 1984 datent un fragment de charbon de bois du XIe au XIIIe siècle, et un fragment d'anneau en ivoire du XVe siècle. Un fémur humain est daté du Ve siècle.
Le verre, qui avait été daté par spectrographie dans les années 1920, est soumis à une datation par analyse par activation neutronique dans les années 1990, au réacteur SLOWPOKE (en) à l'université de Toronto. Les deux analyses datent les fragments de verre de la période médiévale.
En 1995, Alice et Sam Gerard ainsi que Robert Liris parviennent à faire dater au carbone 14 deux tubes en os découverts dans la tombe II, par le laboratoire de l'Université de l'Arizona : la datation obtenue est le XIIIe siècle.
Ces différentes analyses et datations ne permettent toutefois pas de conclure à l'authenticité du site archéologique. Les premières datations par thermoluminescence sont intervenues alors que la méthode était encore dans une phase de mise au point, sans que des mesures de la radioactivité naturelle actuelle soient réalisées sur le terrain. Par ailleurs, les différentes méthodes évoquées datent la matière des objets (âge de la mort pour le carbone 14, âge de la cuisson pour la thermoluminescence) mais non les éventuelles gravures qu'ils portent.
De son côté, Henri François note que des tablettes ont subi plusieurs cuissons liées à l'activité médiévale et moderne de verriers sur le site, ce qui rajeunit certaines dates obtenues par thermoluminescence. Responsable des datations au laboratoire d'Oxford, Martin Aitken a admis devant Alice Gerard que les datations par thermoluminescence ont pu être altérées par de nouvelles cuissons, et que ce facteur de rajeunissement aurait dû être mentionné dans le résumé de 1995.

### Présence de contrefaçons et de copies
Concernant les tablettes, l'expertise de 1929 de G.-E. Bayle conclut à une contrefaçon pour différentes raisons : certaines tablettes sont en argile non cuite et il est hautement improbable qu'elles se soient conservées longtemps dans le sol ; d'autres contiennent des fibres d'étoffe en parfait état de conservation et de surcroît teintes à l'aide de matières colorantes modernes ; d'autres contiennent des éléments végétaux très frais et dont la chlorophylle est celle de plantes conservées depuis moins de cinq ans au moment de l'expertise ; enfin certaines tablettes étaient badigeonnées d'argile liquide masquant certaines imperfections et adoucissant les contours des gravures,. Un rhizome traversant une pièce, invoqué en faveur d'un enfouissement prolongé, a été introduit dans un trou artificiel et maintenu en place par un masticage et surtout les tablettes ne portent pas de traces géologiques d'enfouissement prolongé.
Henri Breuil note en 1926 : « Les harpons ne ressemblent ni comme forme, ni comme technique de travail (faits comme au couteau et à la râpe) [à des pièces préhistoriques connues]. Sauf trois, moins mal faits, leur technique est stupide et leur forme inutilisable. […] diverses facettes de taille des harpons ont la netteté de celles du métal, cuivre peut-être ». Il estime alors que le site de Glozel est « probablement néo-énéolithique », mais d'origine orientale.  En 1927, André Vayson de Pradenne affirme : « Les os provenant soi-disant d'une même couche, et qui par conséquent devraient avoir la même patine, ont les aspects les plus disparates. En outre ils portent des traces de travail qui ne peuvent être la marque d'outils de pierre, mais de couteaux et de râpes en acier. De même, les haches de pierre polie sont de simples galets de schiste fraîchement limés à une extrémité. Les poteries sont si mal cuites qu'elles n'auraient pu résister à un long enfouissement dans une terre aussi humide et à si peu de profondeur. […] Les défenseurs de Glozel se bornent à répondre que ce sont des techniques que nous ne connaissons pas ; ce sont les nouveautés de la découverte. En réalité, nous connaissons fort bien ces techniques : ce sont celles des faussaires. »
L'architecte et archéologue Jean-Pierre Adam attire l'attention sur certains objets gravés de Glozel qui lui semblent être des copies grossières d'œuvres préhistoriques authentiques mais inversées « en miroir », comme si on les avait calquées et qu'on avait retourné le calque avant de les reproduire. Il mentionne également une tête de statuette féminine qui reproduit maladroitement toutes les caractéristiques de la Dame de Brassempouy, jusqu'à la cassure accidentelle de la base. En 1924, la Dame de Brassempouy figurait déjà dans de nombreux manuels de Préhistoire.
Antonin Morlet et les autres défenseurs de Glozel avancent quant à eux des signes d'ancienneté, comme les coulures vitreuses sur les céramiques, leur plasticité retrouvée dans le sol après cuisson, ou les caractères archaïques des quelques ossements humains et animaux retrouvés sur le site.

### Interprétations des lettres des tablettes glozéliennes
Les signes figurant sur les vestiges découverts à Glozel ont fait l'objet de nombreuses analyses et d'interprétations divergentes. Voici deux exemples récents de déchiffrement (l'un par le celtique, l'autre par le sémitique), ainsi que l'avis d'un architecte et archéologue professionnel.

#### Hans-Rudolf Hitz et leNemu Chlauseiou «lieu sacré de Glozel»
Pour Hans-Rudolf Hitz, un microbiologiste suisse,, des scripteurs différents se sont rendus à des époques variées de l'Antiquité au « lieu sacré de Glozel ». Les pèlerins celtes qui y venaient faisaient graver leur dédicace et sacrifiaient à leur divinité préférée. Ils devaient probablement pour se faire comprendre recourir à un idiome celtique compréhensible par les différentes tribus en présence.
Certains objets en argile cuite ont été datés entre −300 et 100 apr. J.-C. ; H.-R. Hitz en déduit, dans des publications récentes, qu'un grand nombre de signes représentent des lettres comparables aux alphabets apparentés en usage à l'âge du fer (époque gallo-romaine).
Ainsi, pour lui, à la suite des échanges entre la Gaule cisalpine et la Gaule transalpine, un alphabet étrusque du nord — apparenté à l'alphabet lépontique — fut importé à Glozel où les graveurs créèrent probablement leur alphabet primaire vers 300 av. J.-C. Il devait contenir quelque 16 « signes alphabétiques ». Vers 100 av. J.-C., cet alphabet semble s'être développé : 25 26 signes, ainsi qu'une soixantaine de variations de signes, telles les ligatures et les consonnes géminées, ont été répertoriés.
La grande tablette (GLO-71), traduite par H.-R. Hitz, pourrait selon lui faire référence à un événement historique survenu en 107 av. J.-C. Cette année-là, les Volques tectosages alliés aux Tigurins, un pagus des Helvètes qui participait à l'expédition des peuples transrhénans qui avaient alors envahi la Gaule, infligèrent une sanglante défaite aux Romains dans les environs de Toulouse. Les italiques impliquent des incertitudes :
Pour l'archéologue Olivier Buchsenschutz, les « textes celto-glozelo-étrusques » que Hans-Rudolf Hitz croit retrouver dans les inscriptions de Glozel, sont « un château de cartes construit sur une documentation [...] fragile ».

#### Herbert Sauren et l'interprétation sémitique
Le philologue allemand spécialiste du Proche-Orient ancien Herbert Sauren, qui a par ailleurs entrepris de démontrer que la plupart des textes en écriture ibérique pouvaient s'interpréter par des langues sémitiques de l'antiquité, a repris sous cet angle l'ensemble du corpus épigraphique de Glozel établi par Morlet, ainsi que les parallèles donnés par le même dans ses Origines de l'écriture, et en a proposé une étude épigraphique, une translittération, une traduction complète ainsi qu'une liste du vocabulaire sémitique.

#### Critique: une lecture impossible
Pour Jean-Pierre Adam, au contraire, dans une étude publiée en 1988, les signes trouvés sur les tablettes correspondent à des signes lapidaires empruntés très fidèlement à plusieurs sources distinctes (mais principalement aux alphabets de la famille phénicienne), signes déjà largement diffusés à l'époque dans les revues et dans les livres d'histoire de l'art. Cette juxtaposition des emprunts est faite de manière désordonnée sur certaines tablettes. Jean-Pierre Adam précise : « les meilleurs spécialistes de l'écriture phénicienne et des langues utilisant ce système graphique sont tous formels : les lettres des tablettes glozéliennes sont disposées en désordre, d'une manière totalement aléatoire, et la lecture des textes est impossible ». Il ajoute que l'authenticité de l'ensemble des objets gravés impliquerait « l'abandon d'une écriture utilisée à Glozel à l'époque magdalénienne, puis réinventée de toutes pièces à l'identique dans l'Orient méditerranéen quelque dix ou douze mille ans plus tard ».

## Conclusions du rapport du ministère de la Culture de 1995
Dans le résumé de ce rapport, les auteurs déclarent que l'on n'a pas trouvé de traces de l'existence d'un gisement néolithique, voire paléolithique, que l'occupation médiévale (les vestiges d'un artisanat de verrerie) est la plus significative et la mieux représentée sur le site, que celui-ci contient des objets de l'âge du fer, mais qu'il a été enrichi par des contrefaçons. Aucun objet de type « glozélien » n'a été découvert lors de ces fouilles.

## Glozel aujourd'hui

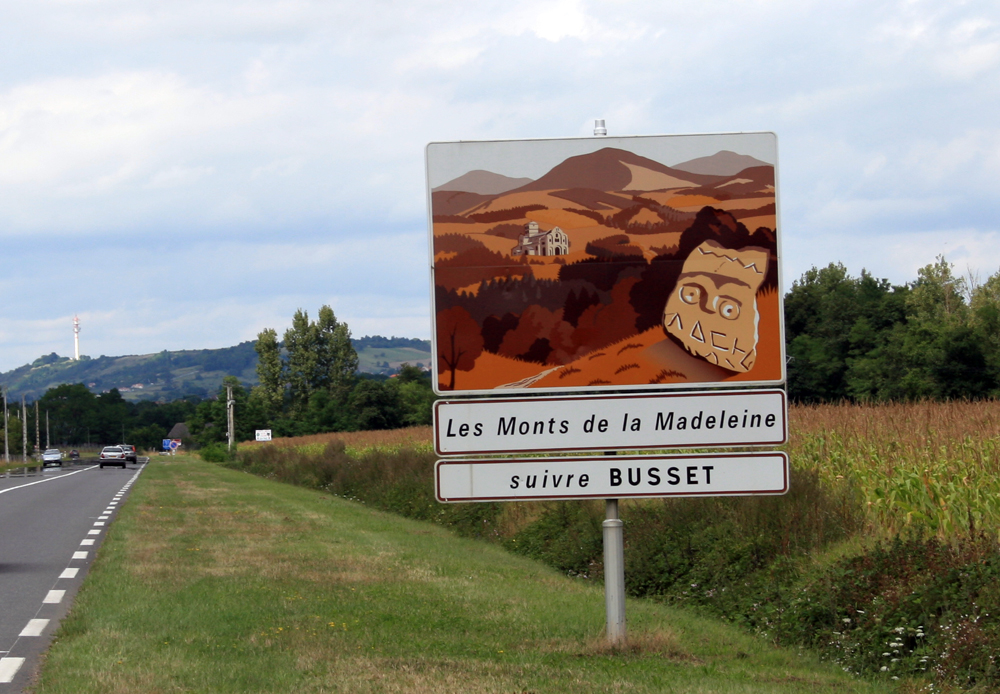
Panneau d'information sur la route de Thiers à Vichy faisant référence au site de Glozel sans le nommer.

En dépit du rapport du Ministère de la Culture de 1995, un groupe de passionnés a créé un Centre international d'étude et de recherche sur le site et le mobilier de Glozel, formé de chercheurs et d'universitaires français et étrangers favorables à la thèse de l'authenticité de Glozel. Il s'est réuni tous les ans de 1999 à 2010 à Vichy pour évoquer Glozel et a organisé douze colloques de 1996 à 2009.
Selon certains défenseurs contemporains de l'authenticité de l'ensemble des vestiges mis au jour à Glozel, les découvertes ne seraient pas reconnues car leurs implications remettraient en question la présumée « science officielle ». L'archéologue Jean-Paul Demoule note que « Glozel constitue l'archétype idéal de l'histoire où un amateur fait une découverte spectaculaire, mais se heurte à l'opposition de la « science officielle », laquelle cherche à le faire taire pour préserver coûte que coûte ses certitudes. Histoire un peu limitée, au regard de ce que vivent en permanence les archéologues. »
Si Glozel a longtemps séduit et séduit encore certains, sans doute est-ce parce que le site leur apporterait une « preuve » de l'existence d'une civilisation européenne ancienne ayant inventé l'écriture, bien avant que ce moyen de communication n'apparaisse au Moyen-Orient. D'après Jean-Paul Demoule, « c'est la place de Glozel dans l'histoire et la sociologie de la recherche archéologique qui peut paraître l'aspect le plus intéressant de cette affaire ».

#### Favorables à l'authenticité de Glozel
- « Site du musée de Glozel », sur museedeglozel.org, mars 2024 (consulté en mars 2024).
- « Site du Centre international d'étude et de recherche sur le site et le mobilier de Glozel » (consulté en octobre 2021).